# Liste des organisations d'extrême droite interdites en Allemagne
Plusieurs organisations de l'extrême droite allemande ont été interdites depuis 1949. Ces interdictions peuvent être à l'initiative d'une municipalité, d'un Land ou du gouvernement fédéral.
La Loi fondamentale de la République fédérale d'Allemagne permet via le Tribunal constitutionnel fédéral d'interdire une organisation considérée comme menaçant la démocratie.
| Organisation | Autorité décisionnelle           | Date                                                      |
| --- | -------------------------------- | --------------------------------------------------------- |
| Sozialistische Reichspartei, Reichsfront, Reichsjugend, Sozialistische Reichspartei-Frauenbund                                      | Tribunal constitutionnel fédéral | 23 octobre 1952                                           |
| Bund Deutscher Nationalsozialisten (BDNS)                                                                                           | Ministère fédéral de l'Intérieur | 25 septembre 1956                                         |
| Wehrsportgruppe Hoffmann (WSG) | Ministère fédéral de l'Intérieur | 16 janvier 1980, mise en application le 30 janvier 1980   |
| Volkssozialistische Bewegung Deutschlands / Partei der Arbeit (VSBD/PdA), Junge Front (JF)                                          | Ministère fédéral de l'Intérieur | 14 janvier 1982, mise en application le 27 janvier 1982   |
| Aktionsfront Nationaler Sozialisten/Nationale Aktivisten (ANS/NA), Aktion Ausländerrückführung, Freundeskreis Deutsche Politik (FK) | Ministère fédéral de l'Intérieur | 24 novembre 1983, mise en application le 7 décembre 1983  |
| Nationale Sammlung (NS) | Ministère fédéral de l'Intérieur | 27 janvier 1989                                           |
| Nationalistische Front (NF) | Ministère fédéral de l'Intérieur | 26 novembre 1992, mise en application le 27 novembre 1992 |
| Deutsche Alternative (DA) | Ministère fédéral de l'Intérieur | 8 décembre 1992, mise en application le 10 décembre 1992  |
| Nationale Offensive (NO) | Ministère fédéral de l'Intérieur | 21 décembre 1992, mise en application le 22 décembre 1992 |
| Wiking-Jugend (WJ) | Ministère fédéral de l'Intérieur | 10 novembre 1994                                          |
| Freiheitliche Deutsche Arbeiterpartei (FAP)                                                                                         | Ministère fédéral de l'Intérieur | 22 février 1995, mise en application le 24 février 1995   |
| Blood and Honour (B&H), Division Deutschland, White Youth (WY)                                                                      | Ministère fédéral de l'Intérieur | 14 septembre 2000                                         |
| Collegium Humanum (CH), Bauernhilfe e. V.                                                                                           | Ministère fédéral de l'Intérieur | 7 mai 2008                                                |
| Verein zur Rehabilitierung der wegen Bestreitens des Holocaust Verfolgten (VRBHV)                                                   | Ministère fédéral de l'Intérieur | 7 mai 2008                                                |
| Heimattreue Deutsche Jugend (HDJ)                                                                                                   | Ministère fédéral de l'Intérieur | 31 mars 2009                                              |

| Organisation | Land                        | Autorité décisionnelle                                                | Date                                                      |
| --- | --------------------------- | --------------------------------------------------------------------- | --------------------------------------------------------- |
| Bund junger Deutscher | Berlin                      | Sénat de Berlin, Sénateur de l'Intérieur                              | 6 août 1951                                               |
| Deutsche Sozialistische Partei (DSP) | Berlin                      | Sénat de Berlin, Sénateur de l'Intérieur                              | 9 août 1951                                               |
| Bund für Wahrheit und Recht | Hambourg                    | Polizeibehörde                                                        | 21 mars 1952                                              |
| Deutsche Arbeiterpartei (DAP) | Bavière                     | Ministère d'État de l'Intérieur de Bavière                            | 17 septembre 1952                                         |
| Unpolitische Interessengemeinschaft (UIG) | Bavière                     | Ministère d'État de l'Intérieur de Bavière                            | 17 septembre 1952                                         |
| Vereinigung ehemaliger Internierter in Moosburg | Bavière                     | Ministère d'État de l'Intérieur de Bavière                            | 17 septembre 1952                                         |
| Bund der Schaffenden | Hesse                       | Ministère de l'Intérieur de Hesse                                     | 11 novembre 1952                                          |
| Deutscher Arbeiter-Verband (DAV) | Hesse                       | Ministère de l'Intérieur de Hesse                                     | 11 novembre 1952                                          |
| Bund Deutscher Jugend Hesse | Hesse                       | Ministère de l'Intérieur de Hesse                                     | 7 janvier 1953                                            |
| Bund Deutscher Jugend | Brême                       | Police de Brême                                                       | 13 janvier 1953                                           |
| Technischer Dienst (Niedersachsen) | Basse-Saxe                  | Ministère de l'Intérieur de Basse-Saxe                                | 13 janvier 1953                                           |
| Deutscher Heimatschutz (DHS) | Bavière                     | Ministère d'État de l'Intérieur de Bavière                            | 13 janvier 1953                                           |
| Bund Deutscher Jugend | Hambourg                    | Polizeibehörde                                                        | 14 janvier 1953                                           |
| Diskussionskreis der ehemaligen SS | Bavière                     | Ministère d'État de l'Intérieur de Bavière                            | 24 janvier 1953                                           |
| Technischer Dienst (Bayern) | Bavière                     | Ministère d'État de l'Intérieur de Bavière                            | 24 janvier 1953                                           |
| Nationale Sammlungsbewegung (NSB) | Bade-Wurtemberg             | Ministère de l'Intérieur                                              | 27 janvier 1953                                           |
| Arbeitsgemeinschaft Nation Europa | Berlin                      | Sénateur de l'Intérieur                                               | 29 janvier 1953                                           |
| Freikorps Deutschland | Hambourg                    | Polizeibehörde                                                        | 11 février 1953                                           |
| Bund Deutscher Jugend | Bade-Wurtemberg             | Innenministerium Baden-Württemberg                                    | 18 février 1953                                           |
| Technischer Dienst (Baden-Württemberg) (Service technique) | Baden-Württemberg           | Ministère de l'Intérieur                                              | 18 février 1953                                           |
| Sozialistische Jugend Europas | Berlin                      | Sénateur de l'Intérieur                                               | 11 mars 1953                                              |
| Vereinigung freier unabhängiger Deutscher | Berlin                      | Sénateur de l'Intérieur                                               | 11 mars 1953                                              |
| Deutsche Gemeinschaft (DG) | Basse-Saxe                  | Ministère de l'Intérieur de Basse-Saxe                                | 19 mars 1953                                              |
| Europäische Verbindungsstelle (EVS) section nationale | Schleswig-Holstein          | Ministère de l'Intérieur de Schleswig-Holstein                        | 15 juin 1954                                              |
| Vereinigung ehemaliger Angehöriger des SS-Kavallerie-Korps de Bad Wildungen                                                                                              | Hesse                       | Ministère de l'Intérieur de Hesse                                     | 12 avril 1956                                             |
| Bund für Deutschlands Erneuerung | Berlin                      | Sénateur de l'Intérieur                                               | 25 septembre 1956                                         |
| Arbeitsgemeinschaft nie vergessene Heimat | Berlin                      | Sénateur de l'Intérieur                                               | 25 septembre 1956                                         |
| Groupe fondateur de Deutsche Gemeinschaft | Berlin                      | Sénat de Berlin, Sénateur de l'Intérieur                              | 10 novembre 1956                                          |
| Bund Nationaler Studenten (BNS) | Berlin                      | Sénateur de l'Intérieur                                               | 14 janvier 1960                                           |
| Nationaljugend Deutschlands (NJD) | Berlin                      | Sénateur de l'Intérieur                                               | 20 janvier 1960                                           |
| Bund Nationaler Studenten (BNS) | Rhénanie-Palatinat          | Gouvernement du district sur instructions du Ministère de l'Intérieur | 1er avril 1960                                            |
| Bund Nationaler Studenten (BNS) groupe de Hamburg | Hambourg                    | Polizeibehörde                                                        | 12 avril 1960                                             |
| Bund Nationaler Studenten (BNS) | Schleswig-Holstein          | Ministère de l'Intérieur de Schleswig-Holstein                        | 14 février 1961                                           |
| Bund Nationaler Studenten (BNS) | Bavière                     | Ministère d'État de l'Intérieur de Bavière                            | 24 février 1961                                           |
| Bund Nationaler Studenten (BNS) | Bade-Wurtemberg             | Ministère de l'Intérieur de Bade-Wurtemberg                           | 6 mars 1961                                               |
| Bund Vaterländischer Jugend (BVJ) | Bade-Wurtemberg             | Ministère de l'Intérieur de Bade-Wurtemberg                           | 13 juillet 1962                                           |
| Bund Vaterländischer Jugend (BVJ) | Rhénanie-Palatinat          | Ministère de l'Intérieur de Rhénanie-Palatinat                        | 13 juillet 1962                                           |
| Bund Vaterländischer Jugend (BVJ) | Schleswig-Holstein          | Ministère de l'Intérieur de Schleswig-Holstein                        | 13 juillet 1962                                           |
| Bund Vaterländischer Jugend (BVJ) | Bavière                     | Ministère d'État de l'Intérieur de Bavière                            | 14 juillet 1962                                           |
| Bund Vaterländischer Jugend (BVJ) et Freundeskreis Vaterländischer Jugend                                                                                                | Hambourg                    | Ministère de l'Intérieur                                              | 16 juillet 1962                                           |
| Stahlhelm, Bund der Frontsoldaten, groupe local de Bad Bergzabern | Rhénanie-Palatinat          | Ministre-président de Rhénanie-Palatinat                              | 3 mars 1966                                               |
| Vereinigung der ehemaligen SS-Division „Nordland“ | Basse-Saxe                  | Ministère de l'Intérieur de Basse-Saxe                                | 3 mai 1966                                                |
| Wehrsportgruppe Wolfspack/Sturm 12 | Rhénanie-Palatinat          | Ministère de l'Intérieur et des Sports de Rhénanie-Palatinat          | 14 avril 1983                                             |
| Unabhängiger Wählerkreis Würzburg – Arbeitskreis für Wiedervereinigung und Volksgesundheit (UWK)                                                                         | Bavière                     | Ministère d'État de l'Intérieur de Bavière                            | 17 février 1984, mise en application le 27 février 1984   |
| Deutscher Kameradschaftsbund Wilhelmshaven (DKB) | Basse-Saxe                  | Ministère de l'Intérieur de Basse-Saxe                                | 18 décembre 1992, mise en application le 21 décembre 1992 |
| Nationaler Block (NB) | Bavière                     | Ministère d'État de l'Intérieur de Bavière                            | 7 juin 1993                                               |
| Heimattreue Vereinigung Deutschlands (HVD) | Bade-Wurtemberg             | Ministère de l'Intérieur de Bade-Wurtemberg                           | 8 juillet 1993, mise en application le 14 juillet 1993    |
| Freundeskreis Freiheit für Deutschland (FFD) | Rhénanie-du-Nord-Westphalie | Ministère de l'Intérieur de Rhénanie-du-Nord-Westphalie               | 25 août 1993, mise en application le 2 septembre 1993     |
| Nationale Liste (NL) | Hambourg                    | Ministère de l'Intérieur                                              | 23 février 1995, mise en application le 24 février 1995   |
| Direkte Aktion/Mitteldeutschland (JF) | Brandebourg                 | Ministère de l'Intérieur de Brandebourg                               | 5 mai 1995                                                |
| Skinheads Allgäu | Bavière                     | Ministère d'État de l'Intérieur de Bavière                            | 23 juillet 1996, mise en application le 30 juillet 1996   |
| Kameradschaft Oberhavel | Brandebourg                 | Ministère de l'Intérieur de Brandebourg                               | 14 août 1997, mise en application le 15 août 1997         |
| Heide-Heim e. V. | Basse-Saxe                  | Ministère de l'Intérieur de Basse-Saxe                                | 9 février 1998, mise en application le 11 février 1998    |
| Hamburger Sturm | Hambourg                    | Ministère de l'Intérieur                                              | 11 août 2000                                              |
| Skinheads Sächsische Schweiz (SSS), ainsi que sa Aufbauorganisation (structure organisationnelle) (SSS-AO) et l'organisation qui a succédé à Nationaler Widerstand Pirna | Saxe                        | Ministère d'État de l'Intérieur de Saxe                               | 5 avril 2001                                              |
| Fränkische Aktionsfront (F.A.F.) | Bavière                     | Ministère de l'Intérieur                                              | 22 janvier 2004                                           |
| Kameradschaft Tor ainsi que sa section femme | Berlin                      | Sénateur de l'Intérieur                                               | 6 mars 2005                                               |
| Berliner Alternative Südost (BASO) | Berlin                      | Sénateur de l'Intérieur                                               | 6 mars 2005                                               |
| Kameradschaft Hauptvolk et Sturm 27 | Brandenburg                 | Ministère de l'Intérieur                                              | 12 avril 2005                                             |
| Alternative Nationale Strausberger DArt-, Piercing und Tattoo-Offensive (ANSDAPO)                                                                                        | Brandenburg                 | Ministère de l'Intérieur                                              | 14 juillet 2005                                           |
| Sturm 34 | Sachsen                     | Ministère de l'Intérieur                                              | 26 avril 2006                                             |
| Schutzbund Deutschland (ainsi que Bewegung Neue Ordnung (BNO)) | Brandenburg                 | Ministère de l'Intérieur                                              | 4 juillet 2006                                            |
| Blue White Street Elite | Sachsen-Anhalt              | Ministre de l'Intérieur Holger Hövelmann (SPD)                        | 1er avril 2008                                            |
| Mecklenburgische Aktionsfront (M.A.F.) | Mecklenburg-Vorpommern      | Ministre de l'Intérieur Lorenz Caffier (CDU)                          | 28 avril 2009                                             |
| Frontbann 24 | Berlin                      | Sénateur de l'Intérieur Ehrhart Körting (SPD)                         | 5 novembre 2009                                           |